# 伏見諭
伏見 諭（ふしみ さとし、1946年生まれ）は、日本の経営者・技術者。

## 人物
1946年兵庫県生まれ。
東京大学理学部および東京大学経済学部を卒業し、東京大学大学院理学系研究科修了、理学修士の学位を取得。
父は物理学者で名古屋大学名誉教授・大阪大学名誉教授の伏見康治、兄は埼玉大学名誉教授の伏見譲。父・伏見康治、母・伏見満江　著作の「折り紙の幾何学」があり、姉と譲・諭兄弟が登場している。化学者の槌田龍太郎の子供、槌田敦・槌田劭兄弟の話も出てくる。
株式会社情報数理研究所取締役、株式会社 情報数理バイオ技術顧問のかたわら、ISO/IEC 15504 part1 editorを務めた。
国際規格、日本産業規格の制定に、情報処理学会情報規格調査会SC7/WG24主査, JISA技術委員会標準化委員会委員長,などとして貢献した。IPA SEC 連携委員, JAXA/IPA クリティカルソフトウェアワークショッププログラム委員セキュアプログラミングWGリーダー
などを歴任した。
2015年10月5日には平成27年度国際標準化貢献者表彰(産業技術環境局長表彰を受賞している。

## 著作
- 「第3の科学」―コンピュータ・シミュレーションが拓く産業の明日, 小池秀耀, 伏見諭, 赤井礼治郎 , 老孝明 , 福田正大 , 田中英司, 鬼頭幸三, 伊藤聡, 野口保, 佐々木直哉, 澤村明賢, 鞆津典夫, 伊藤宏幸, スーパーコンピューティング技術産業応用協議会 (編集), アドバンスソフト, 2009, ISBN 9784990214395
- C言語によるエキスパートシステム―シェルの実例と知識表現 (ラッセルブックス), 伏見 諭, 稲垣 謙一, 大野 泰次郎, ラッセル社 , 1988
- パソコンで学ぶエラー対策テクニック―新しいマン・マシン・インタフェースを考える (CBS computer science series) 伏見 諭, CBS出版 , 1986, ISBN 9784833780247
- VSE標準 導入の手引き 改訂版 スマートで信頼のおける小規模ソフトウェア開発の手引き ―VSE標準の活用 平成30年度 VSE(基本開発プロセス)研究会（座長）/宮迫 久浩（委員）/伏見 諭・塩谷 和範・川田 葉子・倉持 俊之・菅原 広行・吉田 聡彦・長田 健二・鈴木 律郎（共著者）, 2019

## 論文・雑誌記事
- 寄木細工再々論 / 伏見康治;伏見諭/50～53, 数学セミナー, 日本評論社, 1976年4月
- 感性重視設計へのVR応用研究 / 情報数理研究所 伏見諭/p54～56, 画像ラボ, 1995年1月
- プロセス能力評価の国際規格動向--CMMモデルのセキュリティ規格もIS化目指す--情報数理研究所 専務取締役 伏見諭, アイソス, 2001年12号, 6-12, 49, pp.121-124
- 技術 小規模企業向けプロセス規格--SLCP/共通フレームの国際テイラリング, 伏見諭, JISA会報 (100) 2011-01 p.31～35
- 電子ソフトウェア調達とソフトウェア・プロセス・アセスメント (国際 ASOCIOシンポジウム報告), 伏見 諭, JISA : Bulletin (61) 2001-03 p.93～95
- ブラッシュアップ ソフトウェアプロセスアセスメント(3), 伏見諭, 日本規格協会, 標準化と品質管理 = Standardization and quality control 54(6) 2001-06 p.68～72
- ソフトウェアプロセスのアセスメントと改善 (特別企画 ソフトウェアプロセス評価改善(SPA)の現状), 伏見諭, 標準化と品質管理 = Standardization and quality control 54(11) 2001-11 p.4～9
- ITセキュリティのためのCMM規格, 伏見諭, JISA : Bulletin (64) 2002-01 p.25～30
- SPES2006の目的と成果 (SPES2006特集), 伏見 諭, JISA会報 (83) 2006-10 p.3～6
- パネル討議「プロセス改善の効果」 (SPES2006特集), 伏見諭,牧内 勝哉,片平真史, JISA会報 (83) 2006-10 p.29～41
- ITセキュリティガバナンス--その必要性と現状 (特集 コーポレート・ガバナンスへの取り組み), 伏見諭, 経営システム = Communications of Japan Industrial Management Association 16(6) 2007-02 p.359～363
- 標準を制するものは市場を制する--最近の標準化動向と課題, 伏見諭, JISA会報 (88) 2008-01 p.21～31
- 小規模開発組織と品質課題 : VSE国際規格の課題に即して (特集 品質について考える), 伏見諭, SEC journal / 情報処理推進機構技術本部ソフトウェア・エンジニアリング・センター 編 10(5) (通号 42) 2015-01 p.43-45
- システム開発の情報セキュリティの基礎 : 小規模開発組織のセキュアな開発にむけて (VSE+SS合同研究会成果レポート), 伏見諭,那須 誠,三輪 一義,VSE+SS合同研究会一同, JISA quarterly : bulletin (121) 2016 p.83-95

## 講演
- プロセスアセスメント活動の紆余曲折, 伏見諭（合資会社ソフデラ）日本SPICEネットワーク10周年記念シンポジウム. 2020年3月13日(金)[9]
- VSE(ISO29110) 小規模開発組織向け開発プロセス」講師:伏見諭(ソフデラ)2014年3月29日(土) 13:00~17:00 ソフトウェア品質保証責任者の会準備委員会[10]

## 編集
- 伏見康治コレクション別巻 物理学論文選集・原子力論集, 伏見康治 著,江沢洋, 伏見譲, 伏見諭 編, 日本評論社, 2015, ISBN 978453560350-9
- ISO/IEC 15504 part 1 Process Assessment, ISO, 2004[11]

## 翻訳
- 自然法則の探究 (物理学の実験的基礎: 現代の科学〈52〉)ミルトン・A.ロスマン (著), 伏見康治, 伏見諭 (訳）河出書房新社 1973年
- シラードの証言, S.R.ウィアート, G.W.シラード , レオ・シラード (著), 伏見康治 , 伏見諭 (訳), みすず書房,1982, ISBN 9784622024309
- 加速器の科学―原子核物理学の道具 (1971年) (現代の科学〈46〉) ラファエル・リタウェル (著), 伏見康治, 伏見諭 (訳), 河出書房新社, 1971
- CISSP認定試験公式ガイドブック, Susan Hansche, John Berti, Chris Hare著 ; 笠原久嗣, 大河内智秀, 副島聡 監訳, 大津有美, 河野省二, 武智洋, 田野広季, 夏井高人, 伏見諭 監修 NTT出版 2005